# The Gold-Bug
The Gold-Bug (Nederlands: De goudkever) is een kort verhaal van de Amerikaanse schrijver Edgar Allan Poe. Het werd in juni 1843 voor het eerst gepubliceerd in de Philadelphia Dollar Newspaper nadat Poe een door die krant uitgeschreven wedstrijd en het daarbij horende bedrag van 100 Amerikaanse dollars had gewonnen.
Hoewel Arthur Conan Doyle een poging heeft gedaan door Sherlock Holmes in het Avontuur van de dansende mannen een soortgelijke code te laten oplossen, kent The Gold-Bug tot op de dag van vandaag zijn gelijke niet. Het verhaal geldt als de doorbraak van cryptografie in de literatuur.

## Het verhaal
De hoofdpersoon van het verhaal, William Legrand, een zonderlinge en rare man met een zwarte man als knecht (Jupiter genaamd), geraakt schijnbaar waanzinnig nadat hij gebeten wordt door een kever die schijnbaar volledig van goud is. Hij schetst de kever aan de verteller van het verhaal op een stuk perkament dat hij op het strand had gevonden. Nadat deze het stuk perkament bij het vuur houdt verschijnt er een roodachtig doodshoofd op. Hierna trekt Legrand zich meer en meer terug en gedurende een maand wordt zijn gedrag steeds vreemder waarna Jupiter - die eerder slechts op visite was - de hulp van de verteller inroept. Gedrieën beklimmen ze een nabijgelegen heuvel en Legrand laat Jupiter in een boom klimmen waar hij een doodshoofd aantreft en vanwaaruit hij de goudkever aan een touw door een van de ogen van het doodshoofd naar beneden laat zakken. Na een mislukte poging vinden zij een door de piraat Captain Kidd begraven schat met gouden munten en juwelen.
Het mysterie wordt opgelost wanneer Legrand uitleg geeft over de met onzichtbare inkt verborgen cryptografische boodschap en hoe hij deze substitutieversleuteling gebroken heeft; door frequentieanalyse.
Poe gebruikt bij de uitleg van de frequentieanalyse de reeks EAOIDH als meest voorkomende letters in de Engelse taal. Vandaag de dag is de reeks ETAOIN hiervoor meer gebruikelijk.
Het volledige cryptogram luidt:
```
53‡‡†305))6*;4826)4‡.)4‡);806*;48†8
¶60))85;1‡(;:‡*8†83(88)5*†;46(;88*96
*?;8)*‡(;485);5*†2:*‡(;4956*2(5*—4)8
¶8*;4069285);)6†8)4‡‡;1(‡9;48081;8:8‡
1;48†85;4)485†528806*81(‡9;48;(88;4
(‡?34;48)4‡;161;:188;‡?;
```

en de uiteindelijke tekst:
```
A good glass in the bishop's hostel in the devil's seat
forty-one degrees and thirteen minutes northeast and by north
main branch seventh limb east side shoot from the left eye of the death's-head
a bee line from the tree through the shot fifty feet out.
```

en de Nederlandse vertaling:
```
Een goed glas in de bisschopsherberg in de duivelsstoel
eenenveertig graden en dertien minuten - noordnoordoost -
hoofdtak van de zevende knoest oostzijde - loodlijn uit
het linkeroog van het doodshoofd - een rechte lijn van de
boom door het trefpunt vijftig voet ver
```